# جووانی ویسکونتی (دوچرخه‌سوار)
جووانی ویسکونتی (ایتالیایی: Giovanni Visconti؛ زادهٔ ۱۳ ژانویهٔ ۱۹۸۳) دوچرخه‌سوار اهل ایتالیا است.

## باشگاهی
از باشگاه‌هایی که در آن رکاب زده‌است می‌توان به تیم موویستار، ده ناردی، ده ناردی، تیم میلرام، تیم کوئیک‌استپ فلورز، ویلیر تریستینا–سله ایتالیا، و تیم دوچرخه‌سواری بحرین–مریدا اشاره کرد.